# Бабаджанян, Амазасп Хачатурович
Амаза́сп Хачату́рович Бабаджаня́н (арм. Համազասպ Խաչատուրի Բաբաջանյան; 5 (18) февраля 1906, село Чардахлы, Елизаветпольская губерния — 1 ноября 1977, Москва) — советский военачальник, Главный маршал бронетанковых войск (29 апреля 1975). Герой Советского Союза (26 апреля 1944).
Депутат Верховного Совета СССР 6 и 7 созывов (1962—1970). Депутат Верховного совета РСФСР 8 и 9 созывов (1971—1977). Депутат Верховного Совета Армянской ССР. Член ЦК Коммунистической партии Украины.

## Начальная биография
Родился 5 (18) февраля 1906 года в селе Чардахлы Елизаветпольской губернии (ныне Шамкирского района Азербайджана) в крестьянской семье, в которой было 8 детей. Армянин.
После окончания пяти классов средней школы работал в отцовском хозяйстве и батрачил.
В 1924 году вступил в комсомол, после чего стал секретарём сельской комсомольской ячейки.

## Военная служба

### Довоенное время
В сентябре 1925 года был призван в ряды РККА по комсомольскому призыву, после чего был направлен на учёбу в Армянскую объединённую командную школу имени А. Мясникова, дислоцированную в Эривани, а после её расформирования в сентябре 1926 года был переведён в Закавказскую военную пехотную школу, дислоцированную в Тифлисе.
В 1928 году вступил в ряды ВКП(б).
После окончания школы в сентябре 1929 года был направлен в 7-й Кавказский стрелковый полк (Кавказская Краснознамённая армия), где служил командиром взвода. С октября 1931 года служил в 27-м отдельном стрелковом батальоне в Закавказье: командир взвода, с февраля 1932 — секретарь партбюро отдельного батальона, с апреля 1933 — временно исполняющий должность командира батальона. В эти годы принимал участие в боевых действиях против бандформирований и антисоветских выступлений. В одном из боёв был ранен.
В марте 1934 года переведён в 3-й пулемётный полк, дислоцированный в Баку, где служил на должностях командира стрелковой роты, с ноября 1935 — командира пулемётного батальона, с января 1936 — помощник начальника штаба полка. В октябре 1937 года назначен на должность начальника 1-го отделения штаба пункта ПВО Закавказского военного округа в Баку, в августе 1938 года — на должность начальника штаба 3-го зенитно-пулемётного полка, а в октябре того же года — на должность помощника командира 2-го зенитно-пулемётного полка (Ленинградский военный округ). Принимал участие в советско-финской войне, в которой в бою 18 февраля 1940 года был ранен.
После выздоровления в декабре 1940 года назначен на должность заместителя командира 493-го стрелкового полка, в январе 1941 года — на должность заместителя командира 751-го стрелкового полка (Северо-Кавказский военный округ), а в апреле того же года — на должность помощника начальника 1-го отделения оперативного отдела штаба 19-й армии.

### Великая Отечественная война
В начале войны 19-я армия была передислоцирована и включена в состав Западного фронта.

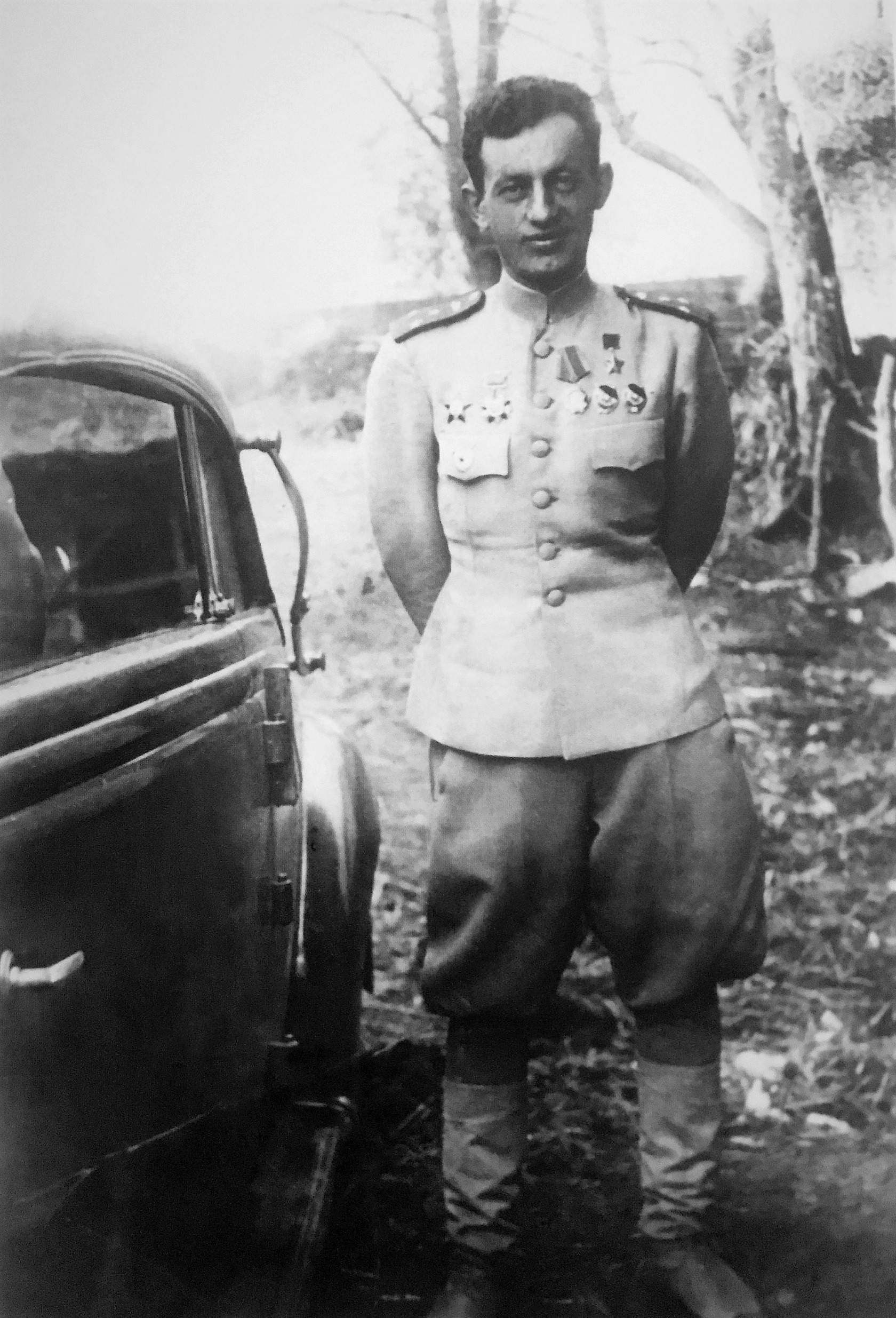
Командир 20-й гвардейской механизированной бригады гвардии полковник А. Х. Бабаджанян

В августе 1941 года назначен на должность командира 395-го стрелкового полка (127-я стрелковая дивизия, преобразованная 18 сентября во 2-ю гвардейскую), после чего принимал участие в ходе Смоленского сражения и Ельнинской наступательной операции, после окончания которых участвовал в составе оперативной группы под командованием генерала А. Н. Ермакова в ходе оборонительных и наступательных боевых действий в районе города Глухов и в Орловско-Брянской оборонительной операции, а затем вёл оборонительные боевые действия под Курском и Тимом.
В начале июня 1942 года направлен на учёбу на ускоренный курс при Военной академии РККА имени М. В. Фрунзе, после окончания которого в конце августа того же года назначен на должность командира 3-й механизированной бригады, которая воевала на Западном и Калининском фронтах. В ноябре-декабре 1942 года участвовал в операции «Марс». После пополнения в резерве в мае с бригадой прибыл на Воронежский фронт и принял участие в Курской битве.
В октябре 1943 года 3-я механизированная бригада была преобразована в 20-ю гвардейскую, после чего участвовала в Житомирско-Бердичевской, Корсунь-Шевченковской, Проскуровско-Черновицкой и Львовско-Сандомирской наступательных операциях.

Войска 1-го Украинского фронта возобновили наступление…. Уже 24 марта 20-я гвардейская механизированная бригада полковника А. Х. Бабаджаняна вышла у Залещиков к Днестру, за что её командиру было присвоено звание Героя Советского Союза.
— Дважды Герой Советского Союза  Маршал Советского Союза  Василевский А.М.  Дело всей жизни. Издание второе, дополненное.   -  М: Издательство Политической литературы, 1975. С.402.
Указом Президиума Верховного Совета СССР от 26 апреля 1944 года за умелое руководство боевыми действиями частей 20-й гвардейской механизированной бригады и успешное форсирование ею в числе первых реки Днестр, за личное мужество гвардии полковнику А. Х. Бабаджаняну присвоено звание Героя Советского Союза с вручением ордена Ленина и медали «Золотая Звезда».
25 августа 1944 года назначен на должность командира 11-го гвардейского танкового корпуса, который в январе 1945 года принял участие в Висло-Одерской наступательной операции. За освобождение в ходе её городов Томашув, Лодзь, Кутно, Ленчица и Гостынь и проявленные при этом доблесть и мужество корпус был награждён орденом Красного Знамени, за овладение городами Тчев, Вейхерово и Пуцк — орденом Суворова 2 степени, а за взятие Берлина корпусу было присвоено почётное наименование «Берлинский». За отличное руководство и проведение наступательных боёв корпуса по прорыву обороны противника и разгрому узлов сопротивления и проявленные при этом мужество и самоотверженность А. Х. Бабаджанян был награждён орденами Суворова 1-й и 2-й степеней.
За отличные боевые действия 11-го гвардейского танкового корпуса в Берлинской операции (прорыв корпусом нескольких оборонительных рубежей, выход с боями в центр Берлина, уничтожение 103 танков и самоходных орудий, 262 артиллерийских орудий, 62 миномётов, 8 450 солдат и офицеров) представлен командующим 1-й гвардейской танковой армией М. Е. Катуковым к званию дважды Героя Советского Союза, но в вышестоящих инстанциях награда была заменена на орден Суворова.
За время войны соединения под командованием Бабаджаняна 15 раз упоминались в приказах Верховного Главнокомандующего Вооружёнными Силами СССР И. В. Сталина.

### Послевоенная карьера
После окончания войны продолжил командовать корпусом, который в июле 1945 года был преобразован в 11-ю гвардейскую танковую дивизию.

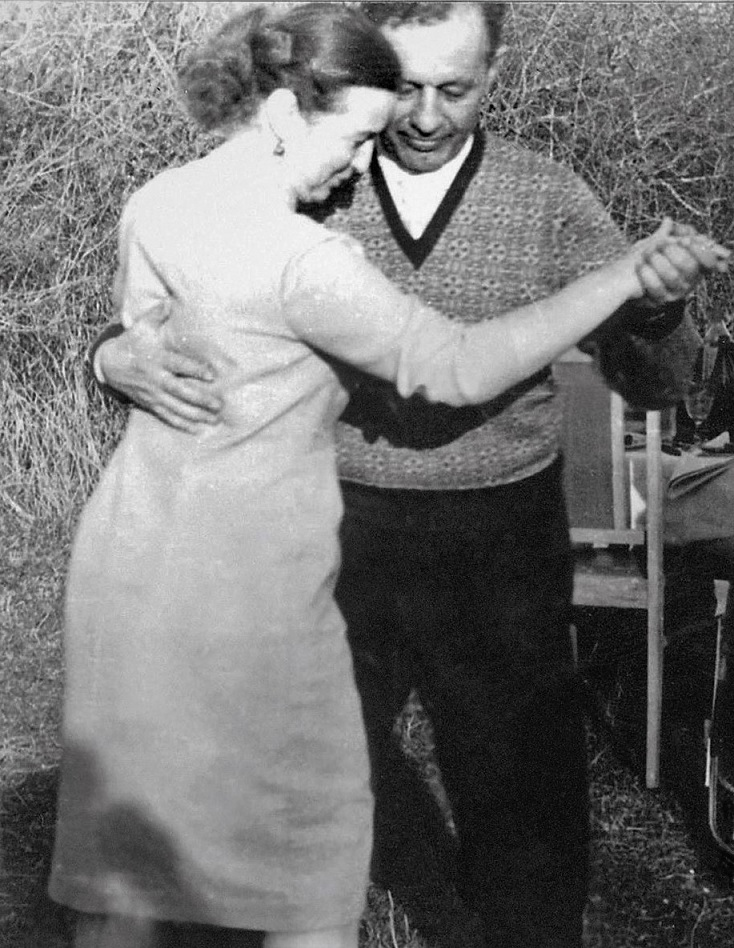
А. Бабаджанян танцует со своей женой Аргунь Аршаковной. 1960-е годы

В январе 1947 года направлен на учёбу в Высшую военную академию имени К. Е. Ворошилова, после окончания которой в марте 1949 года назначен на должность начальника штаба, в сентябре 1950 года — на должность командующего 2-й гвардейской механизированной армией, а в мае 1956 года — на должность командующего 8-й механизированной армией.
Принимал участие в подавлении антисоветских выступлений в Венгрии, за что награждён орденом Кутузова 1 степени.
В январе 1958 года назначен на должность 1-го заместителя командующего войсками и члена Военного совета Прикарпатского военного округа, в июне 1959 года — на должность командующего войсками Одесского военного округа, в сентябре 1967 года — на должность начальника Военной академии бронетанковых войск имени Маршала Советского Союза Р. Я. Малиновского, а в мае 1969 года — на должность начальника танковых войск Советской Армии и члена Военного Совета Сухопутных войск.
Умер 1 ноября 1977 года в госпитале имени П. В. Мандрыки. Похоронен на Новодевичьем кладбище (надгробие — скульпторы А. Шираз, Р. Джулакян, архитектор К. Сейланов).

## Семья
Жена — Бабаджанян (урожд. — Еганян) Аргунь Аршаковна (1911—1985) — инженер-технолог.
Дети: Виктор — военный юрист, Лариса — филолог, Изабелла — филолог.
Внучки — Анаит, Юлия, Инна, Екатерина.
Правнуки — Андрей, Левон, Марьяна, Савва.

## Воинские звания
- майор (11.12.1939)
- подполковник (1941)
- полковник (22.05.1943)
- генерал-майор танковых войск (11.07.1945)
- генерал-лейтенант танковых войск (3.08.1953)
- генерал-полковник (28.12.1956)
- маршал бронетанковых войск (28.10.1967)
- главный маршал бронетанковых войск (29.04.1975)

## Награды

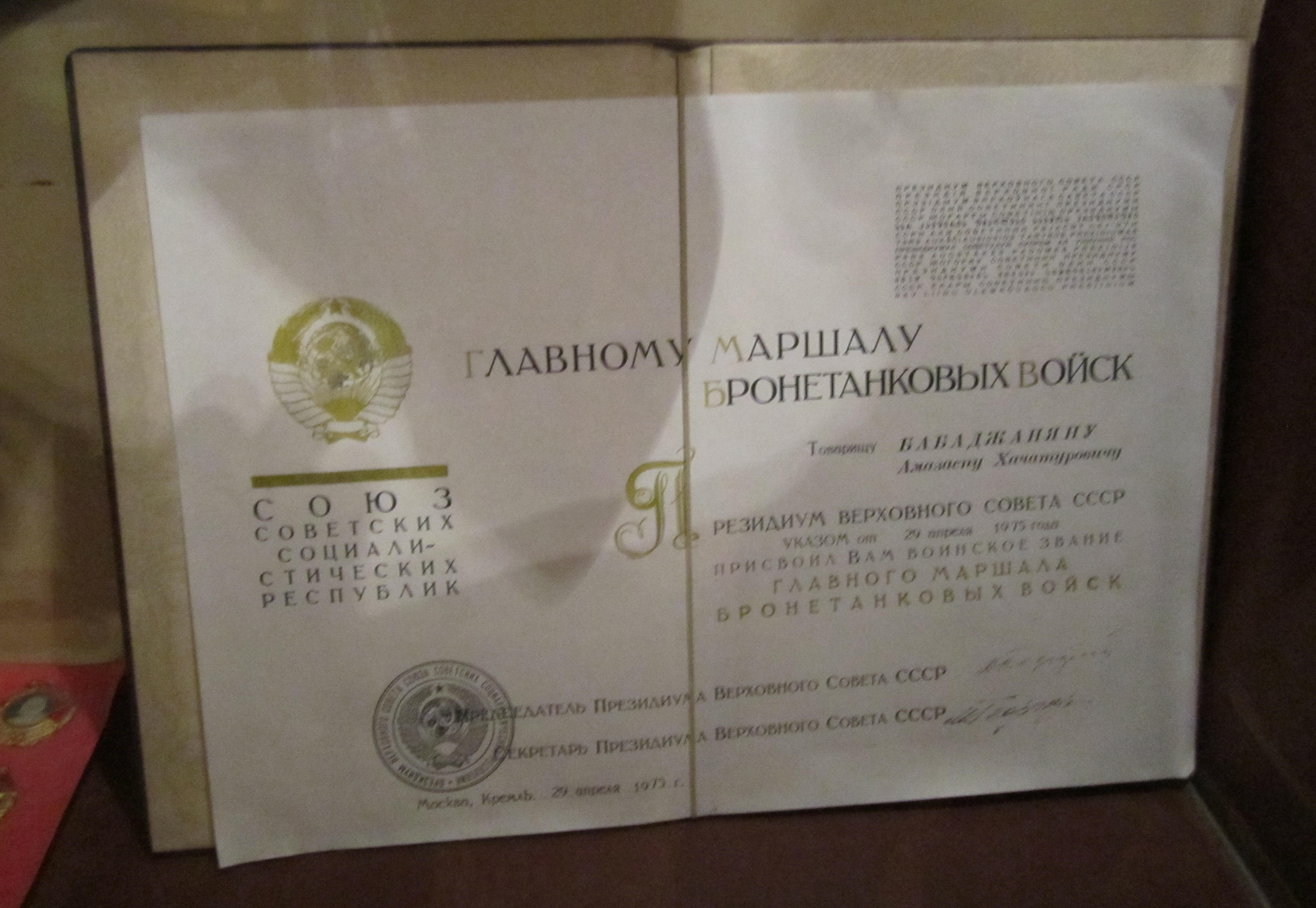
Почётная Грамота Президиума Верховного Совета СССР Главному маршалу бронетанковых войск. 29 апреля 1975 года. Военно-исторический музей Министерства обороны Армении «Мать-Армения»

- Герой Советского Союза (26.04.1944);
- Четыре ордена Ленина (26.04.1944, 15.11.1950, 17.02.1966, 15.09.1976);
- Орден Октябрьской Революции (4.05.1972);
- Четыре ордена Красного Знамени (17.02.1942, 13.06.1943, 6.11.1945, 30.12.1956);
- Орден Суворова 1-й степени (29.05.1945);
- Орден Кутузова 1-й степени (18.12.1956);
- Орден Суворова 2-й степени (6.04.1945);
- Орден Отечественной войны 1-й степени (3.01.1944);
- Два ордена Красной Звезды (24.06.1943, 3.11.1944);
- Орден «За службу Родине в Вооружённых Силах СССР» 3-й степени (1975);
- Медали;
- Иностранные награды, в том числе:
  - Орден Карла Маркса (ГДР, 8.05.1975)
  - Орден «Крест Грюнвальда» 3-й степени (ПНР, 24.04.1946);
  - золотой крест ордена «За воинскую доблесть» (Virtuti militari) 4 класса (ПНР, 19.12.1968);
  - Орден Возрождения Польши 4-й степени (ПНР, 6.10.1973);
  - Орден «9 сентября 1944 года» 1-й степени с мечами (Болгария, 14.09.1974)
  - Орден Красного Знамени (Монголия, 6.07.1971)
  - Медаль «30 лет Победы над милитаристской Японией» (Монголия) (1975)
  - Медаль «30 лет Халхин-Гольской Победы» (1969)
  - Медаль «50 лет Монгольской Народной Революции» (1971)
  - Медаль «50 лет Монгольской Народной Армии» (1971)
  - Медаль «За укрепление дружбы по оружию» 1-й степени (ЧССР, 20.03.1970)
  - Медаль «За Варшаву 1939—1945» (ПНР, 27.04.1946)
  - Медаль «За Одру, Нису и Балтику» (ПНР, 27.04.1946)
  - Медаль «Братство по оружию» (ПНР)
  - Медаль «25 лет Болгарской народной армии» (Болгария, 18.09.1969)
  - Медаль «90 лет со дня рождения Георгия Димитрова» (Болгария, 23.02.1974)

Почётные звания:
- Почётный гражданин городов Ельня (Смоленская область, 1970), Залещики (Тернопольская область, Украина), Гдыня (Польша, 1972 — лишен 2004).

## Память

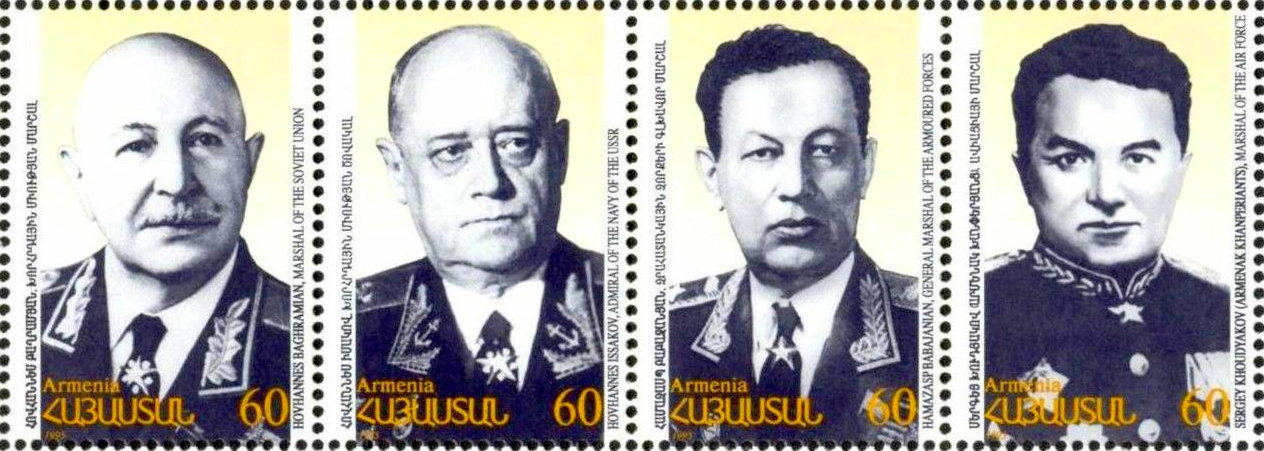
Почтовые марки Армении:
И. Х. Баграмян, И. С. Исаков, А. Х. Бабаджанян, С. А. Худяков

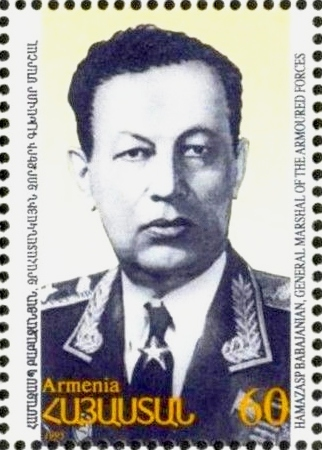
Почтовая марка Армении (1995)

В честь Амазаспа Хачатуровича Бабаджаняна были названы:
- Площадь в Северо-Западном административном округе Москвы в 1978 году,
- Улица в Ереване и средняя школа в Эчмиадзине (Армения).
- С 1987 по 1994 годы имя маршала бронетанковых войск Амазаспа Хачатуровича Бабаджаняна носила Республиканская спецшкола-интернат с военным уклоном и глубоким изучением русского языка, находившаяся в Ереване, затем школа была преобразована в военное училище имени Монте Мелконяна.
- В Одессе, на здании штаба Южного оперативного командования Вооружённых сил Украины установлена мемориальная доска[11].
- 22 декабря 2012 года в Одессе улица Рекордная была переименована в улицу Маршала Бабаджаняна[12].
- В школе № 16 Одессы создан музей, посвящённый деятельности А. Х. Бабаджаняна[13].
- В Центральном музее Великой Отечественной войны в 2018 году установлен бюст маршала Амазаспа Бабаджаняна (скульптор член Союза художников и Союзов архитекторов Армении и России Ашот Татевосян (Татев)[14].
- Самолёт Boeing 777-300ER с бортовым номером RA-73147 авиакомпании Аэрофлот носит имя А. Х. Бабаджаняна.

## Сочинения
- Бабаджанян А. Х. Дороги победы / Литературная запись Я. Садовского. — М.: Молодая гвардия, 1972. — 287 с. — 150 000 экз.[15]
- Бабаджанян А. Х. Танковые рейды 1941—1945. — М.: Яуза; Эксмо, 2009.
- Бабаджанян А. Х. Детство и отрочество [литературная обработка: Лариса Бабаджанян]. — Ереван: Зангак, 2012. — 151 с.
- Бабаджанян А. Х., Попель Н. К., Шалин М. А., Кравченко И. М. Люки открыли в Берлине: Боевой путь 1-й гвардейской танковой армии. — М.: Воениздат, 1973.
- Бабаджанян А. Х. Бронетанковые и механизированные войска // Военно-исторический журнал. — 1975. — № 5. — С. 64—70.